# 大阪市立豊崎中学校
大阪市立豊崎中学校（おおさかしりつ とよさき ちゅうがっこう）は、大阪府大阪市北区本庄東三丁目4番8号にある公立中学校。

## 概要
大阪市教育委員会から「日本語指導が必要な子どもの教育センター校」（旧・帰国した子どもの教育センター校）の一つに指定されている。
隣には大阪市立北図書館があり、また学校北側を淀川が流れている。
校地は、太平洋戦争の戦災で現在の大阪市立豊崎本庄小学校に統合されて廃校された、旧北豊崎国民学校（豊崎第五尋常高等小学校）の跡地に位置している。また、1956年に大阪市立中学校としては初めて養護学級を設置した4校（豊崎、難波、高倉、玉津）のうちの1校でもある。

### 日本語指導が必要な子どもの教育センター校
豊崎中学校は、日本語指導が必要な子どもの教育センター校の１つでもある。
これは、海外にルーツを持つ生徒のうち、日本語指導が必要な生徒を対象に、通級による日本語指導教室を開講しているもので、大阪市内に小中それぞれ6拠点ずつある。
生徒は居住地域の学校に所属し、週数回日本語教室に通う形態をとる。また帰国生徒の教育問題について、所属校からの教育相談もおこなっている。

## 沿革
- 1949年4月 - 現在地（旧北豊崎小学校の跡地）に、大阪市立大淀第二中学校として開校（大阪市立大淀中学校より分離）[2]。
- 1949年5月 - 大阪市立豊崎中学校に改称[2]。
- 1949年6月 - 現在地（旧北豊崎小学校の跡地）に移転[2]。
- 1956年 - 大阪市内で初めて養護学級を設置[2]。
- 1960年12月 - 講堂兼体育館落成[2]。
- 1966年7月 - プール竣工[2]。
- 1979年4月 - 制服を学生服からブレザーに変更[2]。
- 1982年4月 - 大阪市立新豊崎中学校を分離[2]。

## 出身者
- 西田佐知子 - 元歌手
- 中原秀一郎 - 朝日放送元アナウンサー
- 桂米左 - 落語家
- 金山一彦 - 俳優
- 中江有里 - 俳優
- 桐谷健太 - 俳優

## 通学区域
- 大阪市立豊崎本庄小学校、大阪市立豊崎小学校の通学区域。

大阪市北区 本庄東、本庄西、豊崎

## 交通
- 地下鉄堺筋線・谷町線・阪急千里線 天神橋筋六丁目駅 北へ約700m。